# Amador (roi)
Pour les articles homonymes, voir Amador.
Amador (en portugais : Rei Amador) est une figure charismatique de l'histoire de Sao Tomé-et-Principe. Meneur de la révolte d'esclaves de 1595, il est présenté par la tradition – surtout depuis l'indépendance en 1975 – comme « le roi des Angolares », alors qu'il n'était, semble-t-il, ni l'un ni l'autre.

## Biographie
Esclave né dans l'île de Sao Tomé — sa date de naissance n'est pas connue —, Amador prend la tête d'un soulèvement d'Angolares et  s'autoproclame « roi de Sao Tomé ». Mais l'insurrection est réprimée et Amador est capturé le 4 janvier 1596, puis exécuté sur la place publique par les Portugais.

## Hommages
Son effigie figure sur tous les billets de banque émis depuis 1977 jusqu'à 2013 (hormis la coupure de 100 000 dobras). Elle a été également reprise sur les nouveaux billets de 5 et de 10 nouveaux dobras émis en 2018. 
Il s'agit d'une création contemporaine attribuée au peintre Protásio Pina, car il n'existe pas de portrait connu d'Amador.
À Sao Tomé-et-Principe, le 4 janvier a été décrété jour férié en son honneur.